# Brooks Newmark
Brooks Phillip Victor Newmark, né le 8 mai 1958 à Westport (Connecticut), est un homme politique britannique,, notamment député de Braintree de 2005 à 2015.